# Departament de Concepción
El departament de Concepción (castellà: Departamento de Concepción) és un dels 17 departaments del Paraguai. La seva ciutat principal és Concepción. El seu codi ISO 3166-2 és PY-1.

## Geografia
El departament és limítrof:
- al nord, amb el Brasil, Estat de Mato Grosso do Sul ;
- a l'est, amb el departament d'Amambay ;
- al sud, amb el departament de San Pedro ;
- a l'oest, amb el departament del Presidente Hayes ;
- al nord-oest, amb el departament de l'Alt Paraguai.